# Judith Gigault de Bellefonds
Judith Gigault de Bellefonds, nota in religione come Agnese di Gesù Maria (Caen, 1611 – Parigi, 1691), è stata una religiosa francese.
Carmelitana del convento della rue Saint-Jacques di Parigi dal 1629 e priora di quello stesso dal 1641, accolse nel convento la celebre nobile Louise de La Vallière, acquistando così fama di ottima consigliera spirituale tra le personalità di spicco dell'epoca.